# 올림픽 말레이시아 선수단
올림픽 말레이시아 선수단은 말레이시아를 대표하여 올림픽에 참가하는 선수단이다. 1956년과 1960년 하계 올림픽에서는 말라야 연방이라는 이름으로 참가했다.
말레이시아는 1956년 올림픽에 처음 참가했으며 그 이후로 1980년 하계 올림픽에 대한 미국 주도의 보이콧에 말레이시아가 참가한 경우를 제외하고는 매 하계 올림픽에 선수단을 파견해 왔다. 말레이시아는 2018년 동계 올림픽에 데뷔했다.
말라야 연맹(현재 서말레이시아를 구성하는 주)은 1956년과 1960년 대회에서 말라야(MAL)로 참가했다. 현재의 사바주는 1956년 북보르네오 대회에 독립 팀을 보냈고, 싱가포르도 1948년부터 1960년까지 올림픽에 참가했다. 영국 식민지들이 연합하여 1963년 독립 말레이시아를 형성한 후, 국가는 해당 이름으로 대표하여 경기에 임했다. 1964년 하계 올림픽에서 처음으로. 말레이시아는 현재 코드 MAS 하에서 경쟁을 시작한 1988년까지 말라야의 코드 MAL을 상속받게 된다. 이후 싱가포르는 1965년 말레이시아로부터 독립을 되찾았고 1968년부터 다시 싱가포르로서 경쟁하게 되었다.
말레이시아 선수들은 배드민턴 9개, 다이빙 2개, 사이클 2개 등 총 13개의 올림픽 메달을 획득했다. 올림픽 메달을 획득한 최초의 말레이시아 올림픽 선수는 1992년 하계 올림픽의 시덱 형제인 라지프 시덱, 잘라니 시덱이었다. 가장 많은 메달을 획득한 말레이시아 선수는 배드민턴에서 은메달 3개를 획득한 리총웨이(Lee Chong Wei)이다. 말레이시아 선수는 금메달을 획득한 적이 없으며, 말레이시아는 금메달 없이 가장 많은 올림픽 메달을 획득한 국가가 되었다.
말라야 국가 올림픽 위원회는 1953년에 창설되었고 1954년에 국제 올림픽 위원회의 승인을 받았다. 이후 이것이 말레이시아 국가 올림픽 위원회가 되었다.

## 대회별 메달 집계
- 빨간색 표시는 개최국임을 나타냄.